# Спартакус (Шароволя)
Спортивний клуб «Спартакус» (Шароволя) або просто «Спартакус» (пол. Klub Sportowy Spartakus Szarowola) — напівпрофесіональний польський футбольний клуб з села Шароволя у Люблінському воєводстві.

## Історія
Команду було засновано в 1987 році. З моменту свого заснування виступала у нижчих дивізіонах польського чемпіонату. У сезоні 2009/10 років команда стала переможницею Люблінсько-підкарпатської групи третьої ліги чемпіонату Польщі, завдяки чому здобула путівку до другої ліги чемпіонату Польщі, проте напередодні початку 2010/11 років команда продала свою ліцензію на участь у другі лізі сезону 2010/11 років клубу «Мотор» (Люблін), а «Спартакус» посів місце резервної команди люблінців у Клясі B (Замостя). У 2012 році команда зінялася з розіграшу Клясу А (Замостя) після завершення осінньої частини чемпіонату, а всі результати команди були анульовані.

## Досягнення
- Третя ліга чемпіонату Польщі (Люблінсько-підкарпатська група)
  -  Чемпіон (1): 2009/10

## Відомі гравці
- Олександр Алексієнко
- Дмитро Бровкін
- Тарас Гамарник
- Максим Ковальчук
- Богдан Когут
- Ігор Козелко
- Богдан Мельниченко
- Сергій Подригуля
- Михайло Сомик
- Олександр Темерівський
- Сергій Шафранський

## Відомі тренери
- Богдан Блавацький
- Юрій Гій
- Юрій Дубровний
- Михайло Сомик